# Zdravko Kuzmanović
Zdravko «Kuzi» Kuzmanović (serbisch-kyrillisch Здравко Кузмановић; * 22. September 1987 in Thun) ist ein ehemaliger serbisch-schweizerischer Fussballspieler.

## Vereinskarriere

### Juniorenzeit
Kuzmanović, der in der Schweiz geboren wurde, begann seine sportliche Laufbahn beim FC Dürrenast. Nach einem Zwischenstopp beim grösseren lokalen Verein, dem FC Thun, wechselte er 2001 in die Tagesschule der Berner Young Boys.

### FC Basel
Von der U-21-Mannschaft der Young Boys wechselte er 2004 zum FC Basel. Dort spielte er zunächst ebenfalls in der U-21-Auswahl. Ab der Saison 2005/06 stand er im Kader der ersten Mannschaft. Mit dem FC Basel gewann er 2006 den Uhrencup und den Schweizer Cup im Jahr 2007.

### AC Florenz
Am 31. Januar 2007 wechselte Kuzmanović mit 19 Jahren in die italienische Serie A zum AC Florenz. Die Ablösesumme wurde auf drei Millionen Euro geschätzt, womit Kuzmanović der teuerste Schweizer U-21-Spieler aller Zeiten ist. Am 4. März 2007 kam er zu seinem ersten Einsatz in der Serie A, als er in der 65. Minute der Partie der Fiorentina gegen den FC Turin für Manuele Blasi eingewechselt wurde. Mit dem AC Florenz spielte Kuzmanović in der Saison 2008/09 auch erstmals in der Champions League.

### VfB Stuttgart
Am 31. August 2009 wechselte Kuzmanović zum VfB Stuttgart. Sein erster Einsatz für die Schwaben fand am 12. September 2009 im Bundesliga-Spiel gegen den Hamburger SV statt, sein erstes Tor für den VfB Stuttgart erzielte Kuzmanović am 4. November 2009 zum 1:1 gegen den FC Sevilla in der Champions League. Sein erstes Bundesligator erzielte er am 21. November 2009 beim 1:1 gegen Hertha BSC. Mit dem VfB Stuttgart konnte Kuzmanović 2010 erneut den Uhrencup gewinnen. Insgesamt lief er für Stuttgart in 96 Bundesliga-Spielen, in zehn Pokal-Partien und in 21 internationalen Spielen auf.

### Inter Mailand
Am 31. Januar 2013 wechselte Kuzmanović zum italienischen Erstligisten Inter Mailand.

### FC Basel
Am 30. Juni 2015 kehrte Kuzmanović zu seinem Stammverein FC Basel zurück, wo er einen Fünfjahresvertrag unterschrieb. Sein erstes Spiel spielte er am 19. Juli beim 2:0-Heimsieg gegen den FC Vaduz. Wegen Unstimmigkeiten mit dem damaligen Trainer Urs Fischer reiste Kuzmanović während des Trainingslagers des FC Basel in Marbella wieder zurück, um Verhandlungen mit einem anderen Club zu führen.

### Udinese Calcio
Am 22. Januar 2016 wurde Kuzmanović nach Italien an Udinese Calcio ausgeliehen. Die Leihe dauerte bis zum Ende der Saison 2016/17, wobei Udinese Calcio eine Kaufoption hatte, die jedoch nicht gezogen wurde.

### FC Málaga
Da Kuzmanović weiterhin beim FC Basel unter Vertrag stand und dieser noch immer von Urs Fischer trainiert wurde, suchte Kuzmanović auch für die Saison 2016/17 einen Verein, an den er ausgeliehen werden konnte. Daraufhin wechselte er leihweise für ein Jahr in die spanische Primera División zum FC Málaga. Nach nur gerade vier Spielen fiel er jedoch aufgrund eines Achillessehnenrisses für den Rest der Saison aus.

## Nationalmannschaft
Zdravko Kuzmanović, der sowohl die serbische als auch die Schweizer Staatsangehörigkeit besitzt, war Mitglied der Schweizer U-21-Nationalmannschaft, entschied sich aber nach einem Gespräch mit dem serbischen Fussball-Bund, für Serbien anzutreten. Kuzmanović absolvierte in der EM-Qualifikation gegen Finnland am 2. Juni 2007 sein erstes Länderspiel für Serbien. Seine ersten beiden Tore gelangen ihm bei der 2:3-Niederlage im EM-Qualifikationsspiel gegen Belgien.

## Privatleben
Zdravko Kuzmanović hat gemeinsam mit seiner 2018 von ihm geschiedenen Frau zwei Töchter.

## Titel und Erfolge
FC Basel
- Uhrencupsieger: 2006
- Schweizer Cupsieger: 2007

VfB Stuttgart
- Uhrencupsieger: 2010